# Sollevaments del Nord
El sollevament del Nord del 1569, també conegut com la Revolta dels Comtes del Nord o la Rebel·lió del Nord va ser un infructuós intent de la noblesa catòlica del nord d'Anglaterra per derrocar Elisabet I i substituir-la per Maria d'Escòcia, de confessió catòlica.
Quan Elisabet I va succeir al tron de la seva germana Maria l'any 1558, l'ascensió va causar controvèrsia per la disputa de la legitimat del matrimoni dels seus pares (Enric VIII i Anna Bolena).
El sollevament del Nord cal contextualitzar-los en les guerres de religió europees de l'època moderna.